# 주윤발의 미녀사냥
《주윤발의 미녀사냥》(The Romancing Star, 精裝追女仔)은 홍콩에서 제작된 왕정 감독의 1987년  영화이다. 주윤발 등이 주연으로 출연하였다.

## 출연

### 주연
- 주윤발
- 증지위
- 진백상
- 장만옥

### 조연
- 풍쉬범
- 조차리
- 정유령
- 장민
- 진우
- 옹세걸
- 강중평